# Ghusl
Ghusl (arabisch غسل ghusl, DMG ġusl ‚große rituelle Waschung‘) ist die allgemeine Waschung des gesamten Körpers im Islam, die zu verrichten ist, um den Zustand der rituellen Unreinheit (ǧanāba) zu beseitigen. Es ist nicht mit der rituellen Waschung Wudū' vor dem Gebet zu verwechseln.

## Etymologie
Das Wort ist aus dem Verb ġ-s-l bzw. ġasala (sich (gründlich) waschen, reinigen, putzen) abgeleitet und kommt zwar mit seiner Wurzel, jedoch nicht als Nomen im Koran vor. Ghusl ist vielmehr in der Sunna und Rechtsliteratur zu finden; dort ist auch die abgeleitete Form iġtisāl üblich.

## Zustand der rituellen Unreinheit
Für den Begriff Ṭahāra (rituelle Reinheit), der auch im Judentum verwendet wird, gibt es im islamischen Recht (Fiqh) einen Gegenspieler, nämlich Ḥadat̲h̲, der für die rituelle Unreinheit steht. Im islamischen Recht wird zwischen der kleinen und der großen Unreinheit unterschieden, die erstere wird durch die Gebetswaschung (Wudū') beseitigt, während für die Beseitigung der großen Unreinheit, auch d̲j̲anāba, die Ganzkörperwaschung (ghusl) notwendig ist.
Der Zustand der großen rituellen Unreinheit (جنابة oder Dschanāba) tritt nach dem Eindringen mit dem Penis in die weibliche Scheide (mit oder ohne Samenerguss), Lubrikation bzw. weiblicher Ejakulation (mit oder ohne Geschlechtsverkehr), im Schlaf oder im wachen Zustand ein. Dies gilt jedoch nicht im Falle einer Krankheit, beispielsweise mit Ausfluss aus der Vagina. Nach der Menstruation (ḥayḍ) ist der Geschlechtsverkehr erst nach vollzogenem Ghusl der Frau zulässig. Die Anweisung hierzu findet sich im Koran, Sure 2 Vers 222:

„Und man fragt dich nach der Menstruation. Sag: Sie ist eine Plage. Darum haltet euch während der Menstruation von den Frauen fern, und kommt ihnen nicht nahe, bis sie (wieder) rein sind! Wenn sie sich dann gereinigt haben, dann geht zu ihnen, so wie Gott es euch befohlen hat! Gott liebt die Bußfertigen. Und er liebt die, die sich reinigen.“

Ghusl ist dann obligatorisch, um das Gebet vollziehen zu können, während nach dem Toilettengang oder Flatulenzen nur die kleine Waschung (Wudū) notwendig ist.
Ein weiterer Grund für die Durchführung des Ghusl ist die Konversion zum Islam. Nach einer Überlieferung trat ein Gefangener zur Zeit des Propheten zum Islam über, dieser befahl ihm dann, sich zum Garten von Abu Talha zu begeben und dort die Gesamtwaschung durchzuführen.

### Konsequenzen und Vorschriften bezüglich der rituellen Unreinheit in den islamischen Quellen
Dazu finden sich zahlreiche Erwähnungen im Koran, beispielsweise in der 4. Sure im Vers 43 heißt es:

„Ihr Gläubigen! Kommt nicht betrunken zum Gebet, ohne vorher (wieder zu euch gekommen zu sein und) zu wissen, was ihr sagt! Und (kommt auch) nicht unrein (zum Gebet) es sei denn, ihr (kommt nicht eigentlich zum Gebet, sondern) geht (nur zufällig am Gebetsplatz) vorüber ohne euch vorher zu waschen! Und wenn ihr krank seid (und deshalb nicht die regelrechte Waschung vornehmen könnt) oder (wenn ihr euch) auf einer Reise (befindet) oder (wenn) einer von euch vom Abort kommt oder (wenn) ihr mit Frauen in Berührung gekommen seid und kein Wasser findet (um die Waschung vorzunehmen) dann sucht einen sauberen (oder: geeigneten, w. guten) hochgelegenen Platz auf und streicht euch über das Gesicht und die Hände! Gott ist bereit, Nachsicht zu üben und zu vergeben.“

Auch in Sure 5 Vers 6 wird die Anordnung wiederholt, sich im Zustand der rituellen Unreinheit zu waschen:

„Ihr Gläubigen! Wenn ihr euch zum Gebet aufstellt, dann wascht euch (vorher) das Gesicht und die Hände bis zu den Ellbogen und streicht euch über den Kopf und (wascht euch) die Füße bis zu den Knöcheln (Variante (vermutlich der ursprüngliche Wortlaut): und (über) die Füße bis zu den Knöcheln) ! Und wenn ihr unrein seid, dann nehmt eine (entsprechende) Reinigung vor! Und wenn ihr krank seid (und deshalb nicht die regelrechte Waschung vornehmen könnt) oder (wenn ihr euch) auf einer Reise (befindet) oder (wenn) einer von euch vom Abort kommt oder (wenn) ihr mit Frauen in Berührung gekommen seid und kein Wasser findet (um die Waschung vorzunehmen) dann sucht einen sauberen (oder: geeigneten, w. guten) hochgelegenen Platz auf und streicht euch (mit etwas Erde) davon über das Gesicht und die Hände! Gott will euch nichts auferlegen, was (euch) bedrückt. Vielmehr will er euch rein machen und seine Gnade an euch vollenden. Vielleicht würdet ihr dankbar sein.“

Im Fiqh wird dies auf die rituelle Reinigung mittels Ghusl bezogen.

## Praktisches
Die Waschung wird mit rituell reinem Wasser am ganzen Körper vollzogen, dazu wird vorher eine entsprechende Willenserklärung oder Absicht (Nīya) gefasst; wie alle Handlungen des Menschen, muss auch die rituelle Waschung mit der Basmala beginnen. Für Personen, die sich im Zustand der großen rituellen Unreinheit befinden, gelten dieselben Tabus wie für diejenigen, die sich im Zustand der kleinen rituellen Unreinheit befinden: Der Quran darf nicht berührt oder rezitiert und Moscheen nicht betreten werden. Wöchnerinnen und menstruierende Frauen dürfen abweichend davon den Koran rezitieren, aber ihre Gebete und ihr Fasten werden nicht angenommen. Außerdem ist es nicht erlaubt, die Umrundung der Kaaba (Tawāf) durchzuführen. Es besteht auch beim Ghusl die Möglichkeit, diesen durch Tayammum zu vollziehen, falls kein Wasser vorhanden ist; dies ist eine von den meisten Rechtsschulen anerkannte, wenn gleich auch diskutierte Praxis. Die Waschung wird oft im Hamam durchgeführt. Wird im Falle einer Erkrankung wie eines Abszesses oder eines Hautausschlags befürchtet, dass Wasser diesen Zustand verschlimmern würde, so kann die Stelle mit einem Pad abgeklebt und im Zuge des Ghusl darüber gestrichen werden. Für Frauen gilt, dass diese, sofern sie geflochtene Haare haben, diese nicht zum Zwecke des Ghusl öffnen müssen. Frauen, die sich nach ihrer Menstruation waschen wird vom Propheten befohlen, vorher ihren Intimbereich separat zu reinigen. Hierfür soll Wasser verwendet werden, in das Lotusblätter gegeben werden. Im Anschluss daran soll sie ihre Haare gründlich befeuchten, sodass auch die darunter liegende Kopfhaut nass wird. Dann wird ein mit Moschus bestrichener Wattebausch verwendet und damit der Intimbereich abermals gesäubert.

### Ausführung
- Das Waschen der Hände (drei Mal)
- Waschen der Geschlechtsteile
- Durchführung der Schritte, wie sie beim Wudū' vorgeschrieben sind (außer der Füße, die erst am Schluss gewaschen werden)[13]
- Die Haare mit Wasser einreiben (drei Mal). Dabei soll das Wasser bis zur Kopfhaut (wörtl.: Den Haarwurzeln) vordringen
- Wasser über den Körper gießen, angefangen von der rechten Seite (Prinzip von tayyamūn, bei der immer mit Rechts begonnen oder Handlungen mit der rechten Hand ausgeführt werden).
- Gleichzeitig: Waschen der Achselhöhlen und des Bauchnabels, der Ohren, in den Zehenzwischenräumen und alle Bereiche, die leicht erreicht werden können.

Diese Vorgehensweise geht auf einen von Aischa überlieferten Hadith zurück:

„Immer wenn der Prophet, Allah segne ihn und gebe ihm Heil, den Ġusl (große rituelle Waschung) verrichtete, um sich von al-Ǧanāba zu reinigen, zuerst seine Hände wusch, dann Wuḍūʾ (rituelle Waschung) wie beim Gebet verrichtete und dann seine Finger in das Wasser steckte, um damit durch sein Haar zu gehen und seine Kopfhaut zu massieren. Dann goss er sich dreimal mit beiden Händen Wasser über den Kopf und dann über den ganzen Körper.“

Die Vorgehensweise für Frauen ist bis auf die bereits erwähnten Unterschiede dieselbe wie bei Männern.

### Beachtenswertes
Wird Ghusl in einem öffentlichen Bad durchgeführt, so ist darauf zu achten, dass der Intimbereich nicht entblößt wird (außer vor nahen Verwandten). Ghusl ersetzt  Wudū', es ist nicht notwendig, vor oder nach dem Ghusl separat eine kleine Waschung zu vollziehen. Im Zustand der großen Unreinheit ist gemäß einer Überlieferung von al-Buchārī ist es statthaft, sich die Haare schneiden zu lassen oder die Fingernägel zu kürzen. Es ist gestattet, sich mit einem Handtuch abzutrocknen, insbesondere in den kalten Monaten. Wasser soll nicht verschwendet werden, es ist auch nicht erwünscht, die Waschung in stehenden Gewässern oder an einem unreinen Ort durchzuführen. Tayamumm ist auch dann zulässig, wenn Verletzungen, die nicht abgedeckt werden können, sich durch Wasser verschlimmern würden oder wenn man befürchtet, durch das kalte Wasser krank zu werden und keine Möglichkeit besteht, das Wasser zu erhitzen.

### Arten von Ghusl
Es wird unterschieden zwischen Ghusl tartībī, der Waschung, die in drei vorgeschriebenen Phasen vollzogen wird, während Ghusl ightimās durch vollständiges Eintauchen des Körpers ins Wasser (in einen Pool, See etc.) durchgeführt wird.

## Anlässe
Generell wird unterschieden zwischen Anlässen, bei denen die Durchführung der Gesamtwaschung Pflicht ist oder gemäß der verschiedenen Rechtsschulen empfohlen wird. Beispielsweise ist vor dem Freitagsgebet die allgemeine Waschung des Körpers ritualrechtlich empfohlen (mustaḥabb), ebenso wie zu den beiden islamischen Festen und vor dem Vollziehen der Haddsch. Allgemein ist es bevorzugt, vor dem Betreten von Makka sowie beim Stehen am Berg ʿArafāt Ghusl durchzuführen. Bei den Schia gibt es noch weitere kuriose Anlässe, wie zum Beispiel nach dem freiwilligen Betrachten einer gehängten Person oder wenn man ein Neugeborenes berührt hat.

## Einstufung des Reinheitsgehalts von Wasser
Wie oben bereits erwähnt, darf für die Waschung nur mit rituell reinem Wasser durchgeführt werden, das gilt sowohl für die kleine Gebetswaschung (Wudū') als auch für die Gesamtwaschung (Ghusl). Hierbei wird zwischen drei Arten von Wasser unterschieden, wobei die Details sich in anderen Rechtsschulen als der hier zitierten (mālikitischen) Rechtsschule unterscheiden können. Unterschieden wird:
1. Natürliches Wasser (mutlaq)
2. Reines, aber nicht natürliches Wasser
3. Unreines Wasser

Natürliches Mutlaq-Wasser selbst wird unterschieden in reines und nahezu reines Wasser, wobei der Charakter (Farbe, Aussehen) bei letzterem durch Stoffe verändert sein können, die selbst jedoch als rein gelten. Das Wasser wird durch diese Stoffe also nicht unrein (z. B. Laub). Wasser der zweiten Kategorie rein, aber nicht natürlich ist Wasser, das beispielsweise mit Zucker, Milch oder Seife vermischt wurde. Dieses Wasser darf nicht für Ghusl verwendet werden, jedoch zum Beispiel zum Spülen von Geschirr etc.
Unreines Wasser ist Wasser, das durch Stoffe verunreinigt wurde, die selbst als unrein gelten, wie zum Beispiel Blut, Sperma, Urin oder Kot. Für die Waschung kommt also folglich nur Wasser der ersten Kategorie in Frage, das entweder rein oder nahezu rein ist.

## Segen durch das Vollziehen des Ghusl an Freitagen
In einer Überlieferung in der Sammlung von Muslim sagte Muhammad, dass derjenige, der die Waschung am Freitag durchführt und perfekt durchführt, sich dann zum Freitagsgebet begibt und dem Imam aufmerksam zuhört, dem werden seine Sünden von diesem Freitag bis zum nächsten Freitag vergeben und sogar noch drei Tage zusätzlich. al-Qurtubī meinte dazu: „Diese Überlieferung zeigt, dass Ghusl am Freitag bevorzugt ist, die Erwähnung von Wudū', dessen Lohn und Akzeptanz, verdeutlicht jedoch, dass auch Wudū' alleine ausreichend ist“. Dies ist der Fall, obwohl es andere Überlieferungen gibt, in denen der Prophet Ghusl für obligatorisch für jeden Erwachsenen erklärte, ebenso wie das Benutzen einer Zahnbürste (Miswāk) und das Auftragen von Parfüm. In diesem Zusammenhang ist dies jedoch nicht im Sinne einer Pflicht zu verstehen. Dies zeigt eine weitere Überlieferung, die davon erzählt, dass ʿUthmān ibn ʿAffān eines Tages zu spät zum Gebet kam, woraufhin ihn ʿUmar ibn al-Chattāb, der als Chatīb fungierte, zwar ermahnte, weil dieser (aus Zeitgründen) nur Wudū vollzogen hatte, jedoch keine weiteren Maßnahmen ergriff. Die Ghusl kann zu jedem Zeitpunkt zwischen Sonnenaufgang und dem Freitagsgebet durchgeführt werden. Sollten jedoch in dieser Zeit die Umstände eintreten, die ansonsten Wudū' erforderlich machen würden, so muss Ghusl nicht noch einmal wiederholt werden.

## Die Sammlungen über die rituelle Reinheit
Die Arten der rituellen Waschung und ihre Bedeutung in der islamischen Praxis wird in den sog. Ḥadīṯ-Büchern in den dafür vorgesehenen Büchern durch die durchaus nicht homogenen Überlieferungen der Prophetenpraxis (sunna) und durch die Praktiken seiner Begleiter dargestellt. Bei al-Buharī erfolgt die Darstellung der relevanten Traditionen in vier Büchern seines Ṣaḥīḥ: im Kitāb al-wuḍūʾ, Kitāb al-ghusl, Kitāb al-ḥaiḍ (Fragen während der Menstruation) und im Kitāb at-tayammum. Muslim ibn al-Haddschādsch fasst diese Fragen wiederum in nur zwei Büchern zusammen: im Kitāb at-ṭahāra und im Kitāb al-ḥaiḍ. Abū Dāʾūd, at-Tirmidhī und Ibn Māǧa haben nur das Kitāb aṭ-ṭahāra zu Beginn ihrer Werke gesetzt. an-Nasāʾī hat ebenfalls vier Themen zu Beginn seines Werkes angeführt: Kitāb aṭ-ṭahāra, Kitāb al-Miyāh (über die Beschaffenheit des Wassers,) Kitāb al-ḥaiḍ und Kitāb al-ghusl wa-t-tayammum. ad-Dārimī überliefert die entsprechenden Traditionen – nach seiner Einleitung zu seinem Werk – im Kitāb al-wuḍūʾ. Mālik b. Anas behandelt im zweiten Buch seines Muwaṭṭaʾ, im Kitāb aṭ-ṭahāra, die rituelle Reinheit im Allgemeinen und im fünften Buch die Fragen des Ghusl am Freitag. In den Rechtsbüchern erfolgt die juristische Erörterung der rituellen Waschung meistens in den Büchern (kitāb) über Tahāra in den entsprechenden Kapiteln (abwāb). Eine der ältesten Schriften, in der die rituelle Reinigung systematisch dargestellt wird, verfasste der Qāḍī von Tarsus Abū ʿUbaid al-Qāsim ibn Sallām (gestorben 838 in Mekka).

## Totenwaschung
Die Totenwaschung (ghusl al-mayyit) hat abweichende Regelungen. Personen, die im Dschihad gefallen sind, werden dagegen nicht gewaschen. Eine besondere Regel ist, dass während der Waschung die Geschlechtsteile des Verstorbenen abgedeckt werden müssen, außer wenn derjenige, der den Toten wäscht, beispielsweise sein Ehepartner ist. Sollte bei der Totenwaschung kein Wasser vorhanden sein, so kann Tayammum, die Waschung mit Sand oder Erde, durchgeführt werden. Der Verstorbene soll immer in Richtung der Qibla ausgerichtet sein. Im Anschluss wird der Leichnam mit einer Mischung aus Kampfer eingerieben. Die Totenwaschung soll nicht unter freiem Himmel stattfinden.

### Praxis in der islamischen Welt
Die Praxis der Totenwaschung wird in der islamischen Welt durchweg praktiziert und nicht vernachlässigt, während zu beobachten ist, dass dies eher in Fällen geschieht, wo die Waschung als Sunna betrachtet wird. Es gibt jedoch in Religionen Gläubige, die sich eher streng an die Richtlinien ihrer jeweiligen Religion halten, andere die dies nicht tun. Die Totenwaschung wird von einem ġassāl, also Totenwäscher, durchgeführt (einem von vielen Synonymen für diese Tätigkeit, neben ġassāl al-mawtā, ġasil al-mawtā oder einfach ġasīl). In der Scharīʿa ist es die Pflicht eines jeden Gläubigen, diese Tätigkeit nach den islamischen Riten durchzuführen, wobei weibliche Verstorbene in der Regel ebenfalls von weiblichen Verwandten (z. B. von der Tochter) gewaschen werden. Der ġassāl ist auch verpflichtet, Stillschweigen über mögliche körperliche Gebrechen des Verstorbenen zu offenbaren und muss daher drei Eigenschaften besitzen: Verlässlich, vertrauenswürdig und ehrlich. Leichenwaschungen durchzuführen gilt im Islam als ehrenwert.

### Die Totenwaschung von Märtyrern und das Totengebet für sie
In der Ḥadīṯ- und Rechtsliteratur wird die Frage nach der rituellen Waschung von Märtyrern mehrfach aufgeworfen und kontrovers beantwortet. Den Ausgangspunkt der Diskussionen bildet der Märtyrertod von Ḥanzala b. Abī ʿĀmir in der Schlacht von Uhud, der den Überlieferungen zufolge im Kampf mit Abū Sufyān b. Ḥarb und mit dessen Mitkämpfer im Zustand der Ǧanāba gestorben sei, da er vor dem Auszug in den Kampf Geschlechtsverkehr hatte. Der Prophet soll dann zu seinen Gefährten gesagt haben: „euer Freund Ḥanzala wird von den Engeln gewaschen“. In einer der Varianten heißt es auch: „Die Engel haben ihn gewaschen.“
Vor diesem Hintergrund erhielt Ḥanzala den Beinamen (laqab) ġasīl al-malāʾika („von den Engeln gewaschen“), den Mohammed ihm posthum verliehen hat.
Eine Variante dieser in der Ḥadīṯliteratur mehrfach dargestellten Episode erscheint im al-Muʿǧam al-kabīr von aṭ-Ṭabarānī (gest. 971), in der, neben Ḥanzala, auch Ḥamza b.ʿAbd al-Muṭṭalib, der Onkel des Propheten und Märtyrer bei Uḥud genannten wird, den die Engel wegen dessen Unreinheit ebenfalls gewaschen haben sollen. Ibn Ḥaǧar al-ʿAsqalānī (gest. 1449) versucht, den eingangs zitierten Prophetenspruch - „die Engel haben ihn gewaschen“ - in seinem Buḫārī-Kommentar mit seiner Interpretation zu erläutern: „wäre (die Waschung) Pflicht gewesen, hätte er (der Prophet) sich mit der Waschung durch die Engel nicht begnügt.“ Ibn Ḥaǧar erachtet die auf Ibn ʿAbbās zurückgeführte Überlieferungslinie zwar als „recht bedeutend“ (lā baʾsa bihi), fügt aber hinzu, dass die Erwähnung von Ḥamza in dieser Nachricht merkwürdig/seltsam (ġarīb) sei. Der Wortlaut des Prophetenspruches musste – der Grammatik entsprechend – in der Konjugation des arabischen Duals formuliert sein: (tuġassiluhumā), d. h. Ḥanzala und Ḥamza zusammen.
In Zusammenhang mit der Entstehung des oben genannten Prophetenspruchs ist im islamischen Traditionswesen die Frage mehrfach gestellt worden, ob ein Märtyrer vor seiner Beisetzung gewaschen werden soll. Selbst die eindeutigen Anweisungen des Propheten über den Umgang mit den Märtyrern von Uhud - „wickelt sie in ihrem Blut (in ihren blutgetränkten Kleidungen) ein!“ konnten die Rechtsunsicherheit in der Praxis nicht aufheben. Ibn Abī Schaiba (gest. 849) stellt in seinem al-Muṣannaf unter einer als Fragesatz formulierten Kapitelüberschrift: Was sagten sie (d. h. die Gelehrten in der Frühzeit) über den Märtyrer: wird er gewaschen oder nicht? kontroverse Ansichten von Kämpfern dar, die im Falle ihres Märtyrertodes die Waschung ihrer Körper untersagt haben. Vor der Schlacht von al-Qādisīya soll einer der Kämpfer gesagt haben: „morgen stehen wir dem Feind gegenüber und wünschen uns den Märtyrertod (innā mustašhidūn). Wascht  kein Blut von uns ab; wir werden nur in unsere Kleidung nicht aber in das Leichentuch gehüllt.“ Diese Position war schon ʿAbd Arrazzāq b. Hammām aṣ-Ṣanʿānī (gest. 827) bekannt, die er im Kapitel „Das Gebet für den Märtyrer und seine Waschung“ in seinem al-Muṣannaf fī-l-ḥadīṯ fast im identischen Wortlaut wie bei Ibn Abī Schaiba überliefert.
Wie umstritten die Rechtspraxis in diesem Bereich gewesen ist, zeigen die Ausführungen des Gelehrten Ibn ʿAbd al-Barr (gest. 1071 in Játiva) in seinem 27 Bände umfassenden Kommentar Studium zur Erörterung der Richtungen der Rechtsgelehrten in den Provinzzentren darüber, was Mālik b. Anas im Muwaṭṭaʾ an Lehrmeinungen und Traditionen vorgelegt hatte. Ausgehend von den Darstellungen dieser Rechtsfrage auf vierzehn Seiten der Druckausgabe dieses Werkes ist eine inhaltlich einheitliche Position in der Rechtsliteratur offenbar nicht erreicht worden. Selbst Mālik, mit dem der Verfasser seine Darstellungen stets beginnt, verweist zunächst auf die Aussagen von näher nicht benannten Gelehrten, wie folgt:
Mālik ist zu Ohren gekommen, dass die Gelehrten sagten: „die Märtyrer auf dem Wege Gottes werden nicht gewaschen und niemand von ihnen wird mit dem Gebet bedacht. Sie werden in den Kleidern beigesetzt, in denen sie getöten worden sind.“
Mālik fügt hinzu: „das ist die Sunna im Falle des im Kampf Getöteten, der bis zu seinem Tod nicht erreichbar war. Derjenige, den man mitnehmen konnte und dann noch eine Weile lebte, wird gewaschen und das Gebet für ihn gesprochen - wie dies im Fall von ʿUmar ibn al-Chattāb praktiziert wurde.“
Im Folgenden nennt Ibn ʿAbd al-Barr die Vertreter anderer Rechtsschulen Madhhab in der Folgezeit wie Asch-Schāfiʿī (gest. 820), Abū Hanīfa (gest. 767)  und ihre Schüler, ferner den Ägypter al-Laiṯ b. Saʿd (gest. 791), al-Auzāʿī (gest. 774), die, wie auch Isḥāq b. Rāhūya al-Marwazī (gest. 853), sein Schüler Aḥmad b. Ḥanbal (gest. 855) und aṭ-Ṭabarī (gest. 923), die den Prophetenspruch über die Beisetzung der Märtyrer von Uhud „begrabt sie in ihrem Blut und wickelt sie in ihre Kleidungen ein“, als wegweisend betrachteten. Ähnlich umstritten sind auch die überlieferten Ansichten, vor allem in Gelehrtenkreisen von Kūfa und Baṣra, über das Gebet für die Märtyrer geblieben. Die allgemeine Praxis soll der Verzicht auf das Totengebet gewesen sein, obwohl der Prophet selbst siebzigmal für Ḥamza b. ʿAbd al-Muṭṭalib bei Uḥud gebetet haben soll.
Die Anwendung prophetischer Direktiven als Sunna sind in diesen Bereichen der Jurisprudenz über die Jahrhunderte umstritten geblieben. Ibn Qudāma al-Maqdisī, (gest. 1223) fasst, in seinem umfassenden Kommentar gemäß den Lehren von Al-Chiraqī (gest. 945-946), diese Rechtsfragen nur mit Hinweisen auf die Vorgänger der alten Rechtsschulen zusammen.